# Napoleone Parisani
 (septembre 2019).
Si vous disposez d'ouvrages ou d'articles de référence ou si vous connaissez des sites web de qualité traitant du thème abordé ici, merci de compléter l'article en donnant les références utiles à sa vérifiabilité et en les liant à la section « Notes et références ».
Napoleone Parisani (né en 1854 à Camerino, dans la province de Macerata, dans les Marches et mort en 1932) est un peintre italien de la fin du XIXe et du début du XXe siècle, qui eut son heure de gloire sur la scène artistique romaine dans les deux dernières décennies du XIXe siècle.

## Biographie
Fils du comte Giuseppe Parisani (1823-1887) et de la princesse Emilia Gabrielli di Prossedi (1830-1911), Napoleone Parisani est le petit-fils de Charlotte Bonaparte, Princesse Gabrielli (1795 - 1865), et l'arrière-petit-fils de Lucien Bonaparte (1775 - 1840), Prince de Canino et de Musignano.

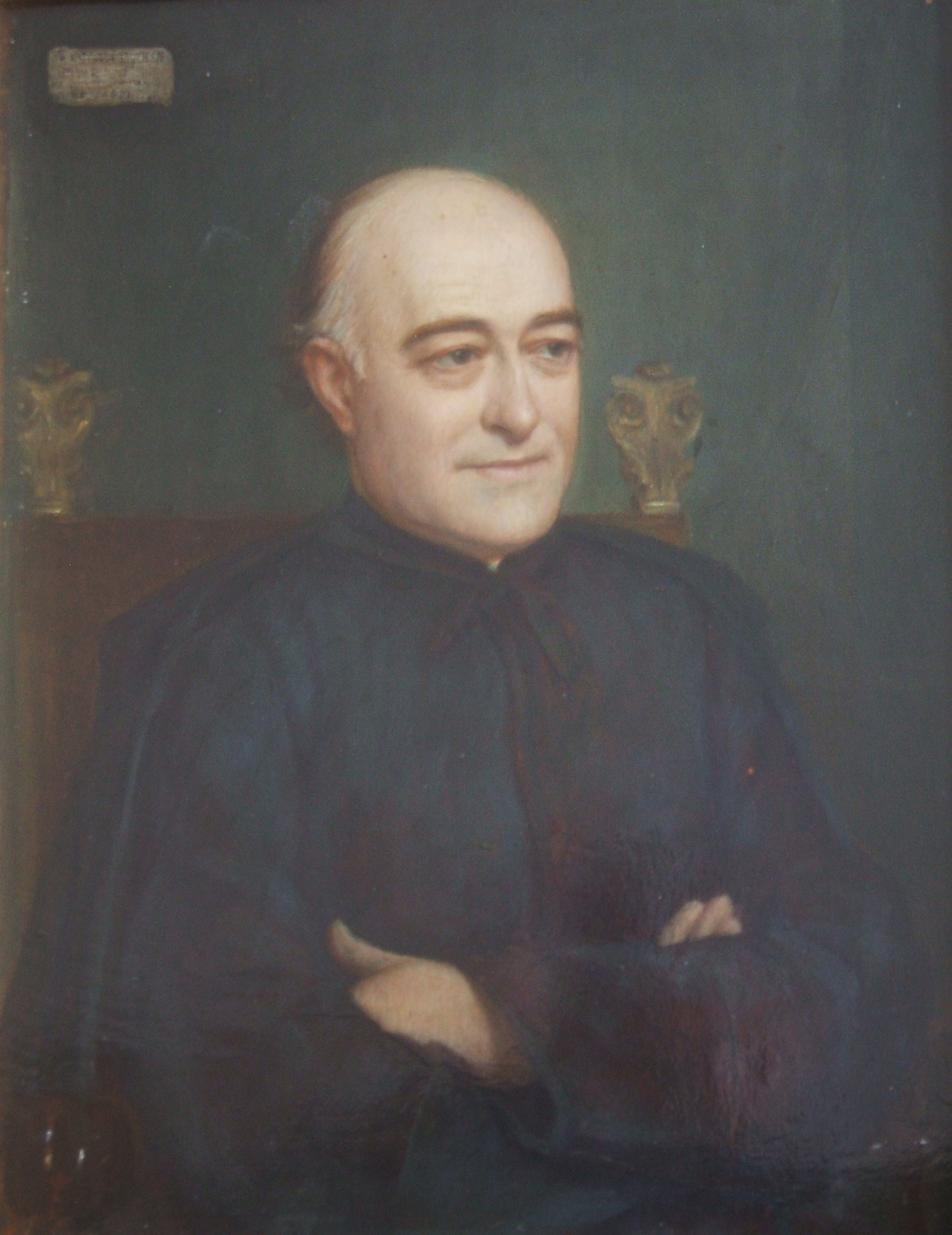
Portrait de Louis Duchesne (1843-1922) par Napoleone Parisani, 1900.

Peintre et dessinateur réaliste, le comte Parisani est un portraitiste mondain doublé d'un paysagiste, notamment de la campagne romaine. Techniquement, sa peinture est léchée, lisse, brillante, utilisant la transparence des glacis, dans l'esprit d'un miniaturiste. On lui doit un portrait de Monseigneur Duchesne.
Intime de Giuseppe Primoli, également descendant des Bonaparte, qui a ouvert en 1927 un musée consacré à Napoléon et à sa famille dans son propre palais à Rome, c'est naturellement celui-ci, le musée Napoleonico, qui conserve son œuvre.
En France, ses œuvres sont conservées au musée du Louvre (Département des arts graphiques) et au musée national Ernest Hébert à La Tronche (Isère).
Son buste (bronze) a été exécuté par Philippe Besnard.